# Андреа Христов
Андреа Христов (роден на 1 март 1999 г.) е български футболист, централен защитник, играещ за португалскияВизела.

## Кариера
Христов започва да тренира футбол в школата на Левски (София), а през 2013 г. преминава в друг столичен отбор – Славия (София). Дебютира за първия отбор на белите на 1 октомври 2016 г., на възраст от 17 години и 7 месеца, когато влиза на смяна в мач срещу Верея.
На 3 април 2017 г. Христов подписва първи професионален договор със Славия.

## Успехи
Славия (София)
- Купа на България: 2017/18